# Roma y Jerusalén

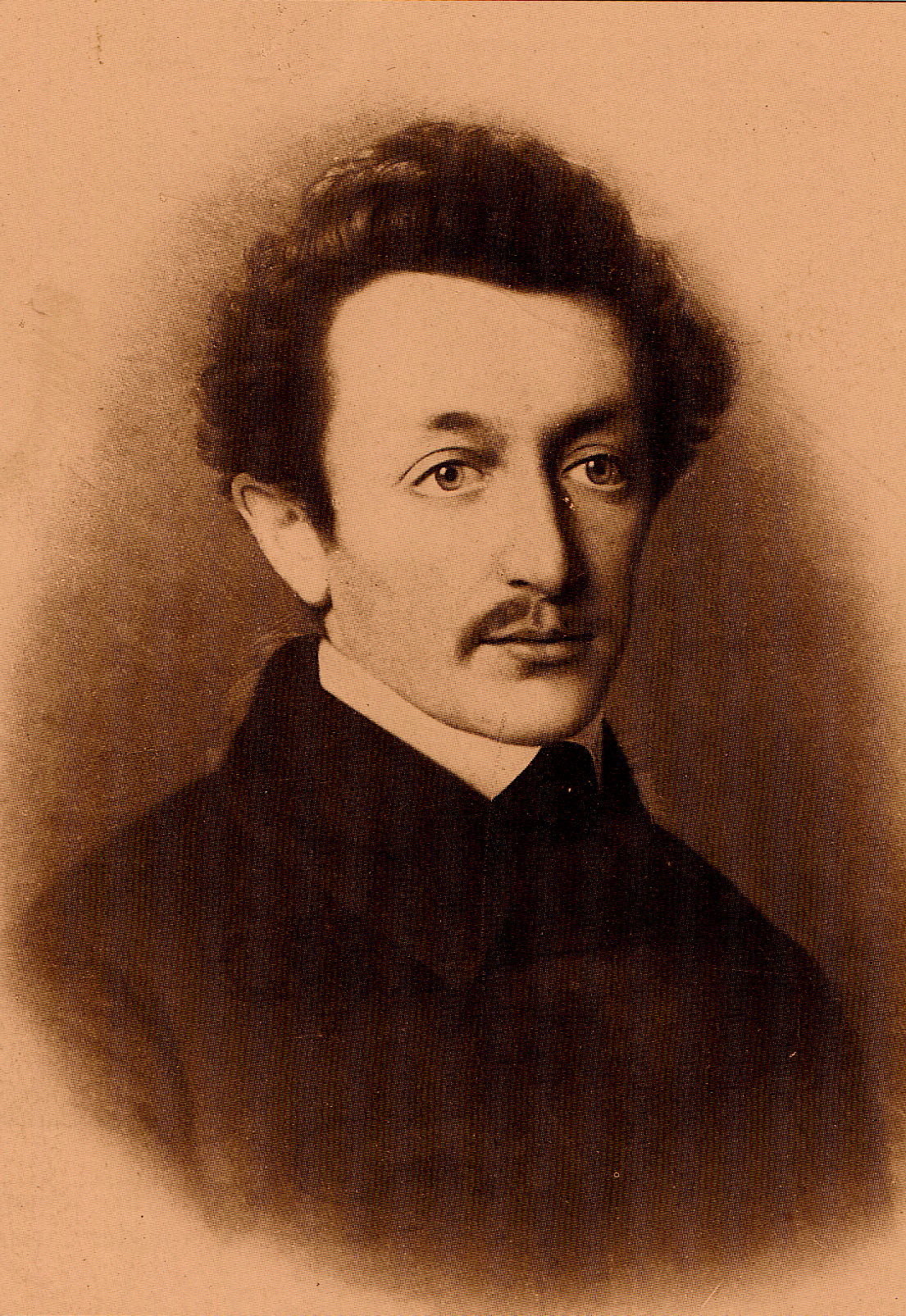
Moisés Hess

Roma y Jerusalén: La Última Cuestión Nacional (en alemán: Rom und Jerusalem, die Letzte Nationalitätsfrage) es un libro publicado por Moisés Hess en 1862 en Leipzig. Influenció al Sionismo Socialista. Hess propuso que los judíos retornaran a la Tierra de Israel y levantaran allí un país socialista. 

## Importancia
Fue el primer escrito en tratar la cuestión del nacionalismo judío en el contexto de los nacionalismos europeos.
Hess mezcló filosofía secular y religiosa, dialéctica Hegeliana, el panteismo de Spinoza y el Marxismo.
Fue escrito con el trasfondo del asimilacionismo judío en Alemania, el antisemitismo alemán y el rechazo alemán a los nacionalismos emergentes en otros países. Hess utilizó la terminología habitual de su tiempo, como el uso de la palabra "raza", pero era un igualitarista, creía en los principios de la Revolución Francesa y deseaba aplicar los conceptos progresistas de la época al pueblo judío.

## Contenido
El libro está dividido en doce cartas enviadas a una mujer en duelo por la pérdida de un pariente.
Hess expresa las siguientes ideas:
1. Los judíos siempre van a ser extraños entre los pueblos europeos. Los europeos tal vez emancipen a los judíos por motivos de humanidad y justicia, pero nunca van a respetarlos mientras no tengan su propia patria.
2. El sentimiento nacional judío no puede ser eliminado, a pesar de que los judíos alemanes se persuadan a sí mismos de lo contrario.
3. La única solución a la cuestión judía es el retorno a la Tierra de Israel.

## Recepción
En su momento el libro fue recibido fríamente, se convirtió en una de las obras bases del sionismo décadas más tarde.